# AD Alcorcón
Die Agrupación Deportiva Alcorcón ist eine spanische Fußball-Mannschaft aus Alcorcón in der Autonomen Gemeinschaft Madrid. Der Verein wurde 1971 gegründet und trägt seine Heimspiele im Estadio Municipal de Santo Domingo aus, welches Platz für rund 5000 Zuschauer bietet.
Derzeit spielt der Verein in der Primera Federación, der dritthöchsten spanischen Fußballliga.

## Geschichte
Die AD Alcorcón wurde 1971 gegründet und verbrachte die ersten Spielzeiten in den unteren Klassen der Divisiones Regionales de Fútbol de la Comunidad de Madrid und schaffte es zur Saison 1977/78 erstmals in die Tercera División aufzusteigen, welche zu der Zeit noch die dritte Spielklasse war, stieg aber direkt wieder ab. Es erfolgte aber der direkte Wiederaufstieg. Nachdem der Verein in den 80er Jahren lange Zeit in der Tercera División gespielt hatte, pendelte die Mannschaft im folgenden Jahrzehnt immer zwischen der Tercera División und den Regionalligen. Nachdem man im Jahr 1999 wieder einmal in die vierte Liga aufgestiegen war, erfolgte dann in der Saison 1999/00 der direkte Aufstieg in die Segunda División B, wo man seitdem verbleiben konnte. In der Saison 2008/09 erreichte man den dritten Platz verpasste den Aufstieg aber in der vierten Runde der Play-offs durch eine Niederlage gegen Real Unión Irún. Internationale Bekanntheit erlangte der Verein, als man in der Copa del Rey 2009/10 in der Runde der letzten 32 Real Madrid mit 4:0 schlug. 2010 stieg der Verein nach einem Sieg in der Relegation gegen FC Ontinyent erstmals in die Segunda División auf. In der Saison 2011/12 konnte man sich mit einem vierten Tabellenplatz in der zweiten Liga für die Relegations-Playoffs zur Primera División qualifizieren, Alcorcón scheiterte allerdings im Finale an Real Valladolid.

### Copa del Rey 2009/10
Nachdem man sich schon mehrmals zuvor für den spanischen Pokal hatte qualifizieren können, aber nie über die dritte Hauptrunde hinaus gekommen war, gelang dies in der Saison 2009/10. Durch eine Besonderheit im Auslosungssystem des spanischen Fußballverbandes werden die Mannschaften aus den niedrigsten Spielklassen, welche noch im Wettbewerb vertreten sind, zuerst den in den internationalen Wettbewerben spielberechtigten Teams aus der Primera División zugelost. Zu diesen unterklassigen Mannschaften zählte auch die AD Alcorcón, daher wurde man Real Madrid zugelost.
Das Hinspiel fand am 27. Oktober 2009 in Alcorcón statt, bei dem Real Madrid ohne die Stars Cristiano Ronaldo und Kaká anreiste, aber dennoch mit einer namhaften Mannschaft auflief. Bereits in der 16. Spielminute ging Alcorcón durch Borja Pérez in Führung und konnte sechs Minuten später durch ein Eigentor Madrids die Führung auf 2:0 ausbauen. Durch zwei weitere Tore in der 40. und 52. Spielminute gewann der Verein das Spiel am Ende mit 4:0. Da Real Madrid zu Saisonbeginn mit einigen spektakulären Transfers für Aufsehen gesorgt hatte, brachte diese Niederlage weltweit hämische Berichterstattungen vor. Auch im Rückspiel konnte Madrid diesen Rückstand mit einem 1:0-Sieg nicht mehr aufholen.
Der für das Hinspiel geschaffene Begriff Alcorconazo entwickelte sich im Spanischen inzwischen zum Schlagwort für ähnliche Siege nominell unterlegener Mannschaften über deutliche Favoriten.
Im Achtelfinale schied Alcorcón gegen Racing Santander aus.

## Trainer
- Cosmin Contra (2016)